# ISFET
Een ISFET is een ion-gevoelige veldeffecttransistor (Ion Sensitive Field Effect Transistor). Deze werd in de jaren zeventig ontwikkeld door Piet Bergveld aan de THT (nu Universiteit Twente). Bij verandering van ionconcentratie (of pH) van de oplossing vloeit er meer of minder stroom door de transistor.
De ladingsdragers tussen source en drain worden beïnvloed door de nabijheid van ionen in de bovenstaande elektrolyt-vloeistof. Zo verandert de weerstand van het geleidingskanaal van de transistor.